# Inna Razdobarina
Inna Ivanovna Razdobarina (en russe : Инна Ивановна Раздобарина) est une ancienne joueuse de volley-ball russe née le 28 avril 1987 à Voronej. Elle mesure 1,82 m et jouait au poste de libero. 

## Clubs
| Club                   | De        | À         |
| ---------------------- | --------- | --------- |
| Kazanotchka            | 2006-2007 | 2007-2008 |
| Zaretchie Odintsovo    | 2008-2009 | 2009-2010 |
| Nadejda Serpoukhov     | 2010-2011 | 2010-2011 |
| Samorodok Khabarovsk   | 2011-2012 | 2011-2012 |
| Severstal Tcherepovets | 2012-2013 | 2012-2013 |
| VK Voronej             | 2013-2014 | 2013-2014 |

## Palmarès
- Championnat de Russie
  - Vainqueur : 2010.